# جسر خاجو
جسر خاجو, هو أكثر جسور مدينة أصفهان، إيران، الأثرية جمالاً، وفخامة، فوضع حجر الأساس لة في العصر التيموري، ثم أستكمل البناء فية فيما بين عامي 1051هـ / 1642 - و 1077هـ / 1667 م. أثناء حكم الشاه عباس الثاني. ويتخذ الجسر اسمه من ضاحية «خاجو» على الضفة الشمالية من نهر «زايانديه» حيث يربط الجسر الضفة الشمالية بالجنوبية. ويستمد الجسر النقوش الموجودة به من جسر «بول سي أو سيه» حيث تم بناؤه من خلال طبقتين،

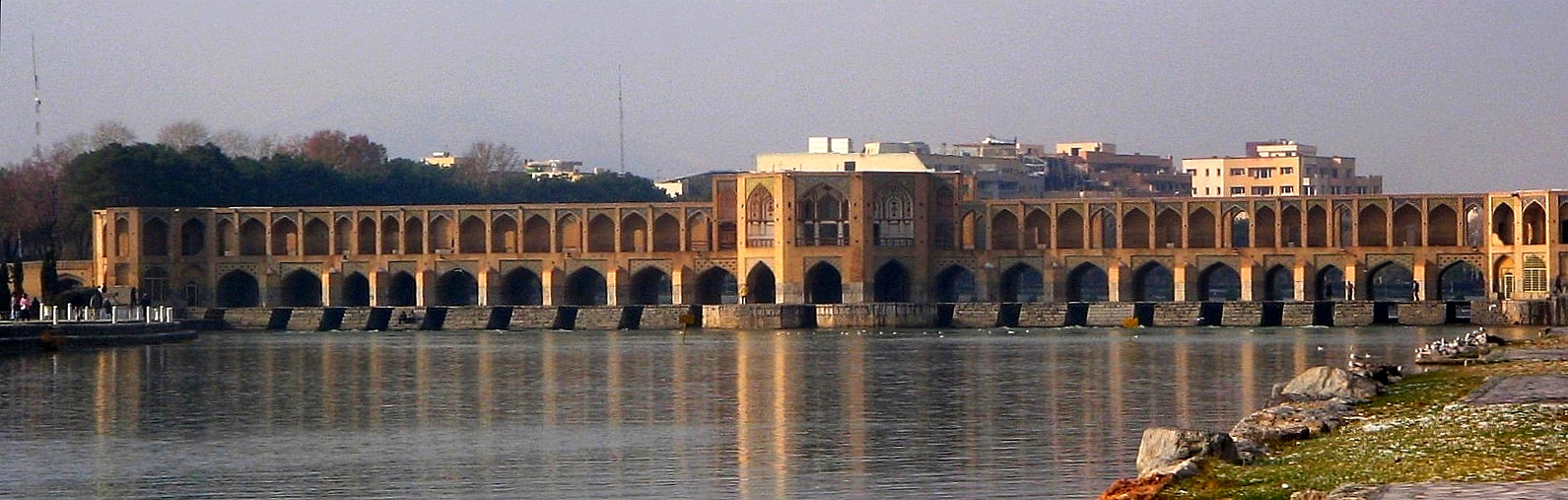
جسر خاجو

إلا أنه يمتاز بأنه توسع في العديد من ملامح الجسر القديم ونماها. ويبلغ طول هذا الجسر (110) مترا بينما يزيد عرضه قليلا عن (20) مترا في أغلب مساره. وفي الجانب الشرقي من الجسر، توجد مصفاة شاهقة تجمع المياه وترفعه إلى ما يقرب من ارتفاع مترين. وبذلك يتوفر حوض يوفر مياه الري للمناطق الزراعية المحيطة من خلال سلسلة من القنوات. وفي الجانب الغربي، توجد درجات يتدفق الماء فوقها وبين بعضها البعض حيث يتجمع الناس لغسل متعلقاتهم أو لمجرد تبادل أطراف الحديث.
ومن خلال الجزء السفلي للجسر الذي يتكون من (20) قنطرة، توجد درجات مؤدية إلى الطابق الثاني الرحب حيث توجد العديد من المحاريب المصممة لتجمع والتقاء المارة.
ويميز هذا الجسر التجاويف المزخرفة والدهاليز والقناطر وأعمال القرميد البالغة الروعة والأقواس التي تحلي المقصورات العليا والأجزاء السفلية الممتدة بين دعامات القناطر وبالأخص الفجوات المركزية. وكان الجسر في الأصل يعرف باسم «جسر اللهفيردي خان» وهو القائد الذي وكل إليه بناؤه. ويعلو الجزء السفلي من الثلاثة وثلاثين قوسا طبقة ثانية مؤلفة من قوس يعلو كل عوامة من العوامات وقوسين فوق كل قوس سفلي ليكون شكل الجسر موافقا لاسمه وليحظى علاوة على ذلك بمظهر إيقاعي. ويطوق الطريق في القمة أسوار عالية لتقي من الرياح وتكون بمثابة حماية للراجلين من الاصطدام بالمركبات المارة على الجسر.